# Rene Paul Chambellan
Rene Paul Chambellan (15 de setembro de 1893 — 29 de novembro de 1955) foi um escultor estadunidense.
Chambellan estudou na École des Beaux-Arts, na Academie Julian em Paris e com Solon Borglum em Nova York. Chambellan especializou-se em escultura arquitetural. Foi também um dos primeiros praticantes do que então era chamado de Estilo Moderno Francês e que foi subsequentemente rebatizado de Art déco.